# Corbu (Olt)
Corbu is een Roemeense gemeente in het district Olt.
Corbu telt 2548 inwoners.